# Henri Malteste
Henri Théodore Malteste dit aussi Malatesta (1870-1920) est un poète, dessinateur, caricaturiste et illustrateur français.

## Biographie

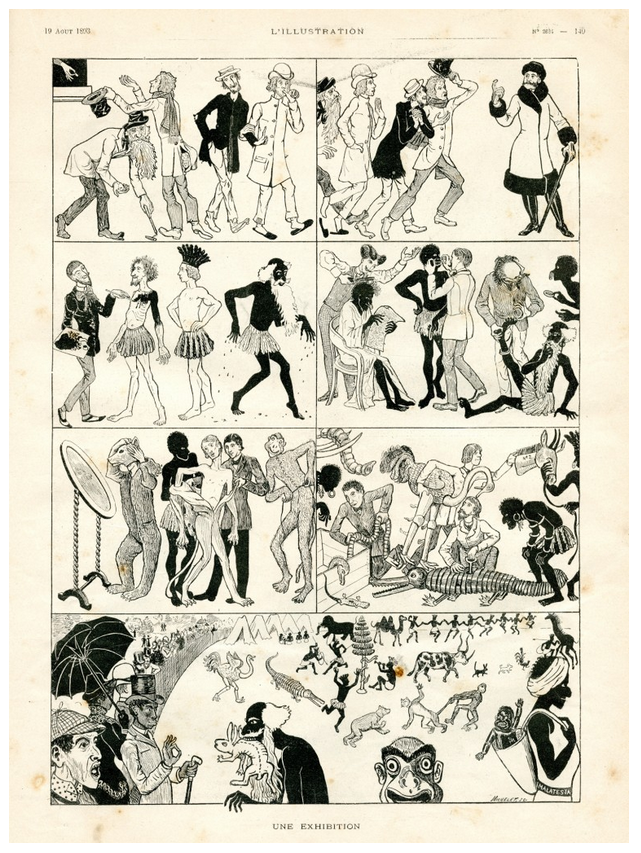
« Une exhibition », in: L'Illustration, 19 août 1893.

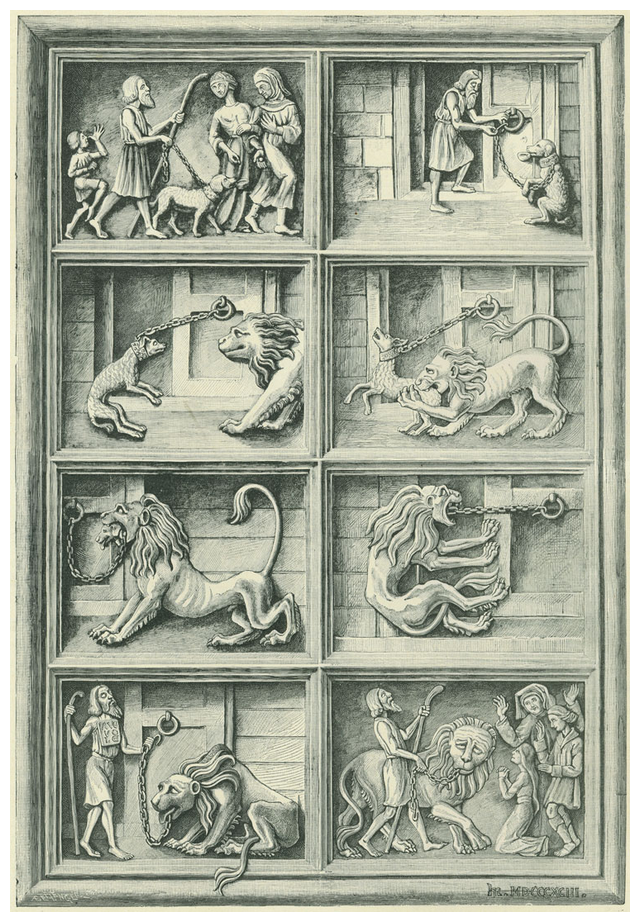
« Le lion et l'aveugle », in: L'Illustration, 20 janvier 1894.

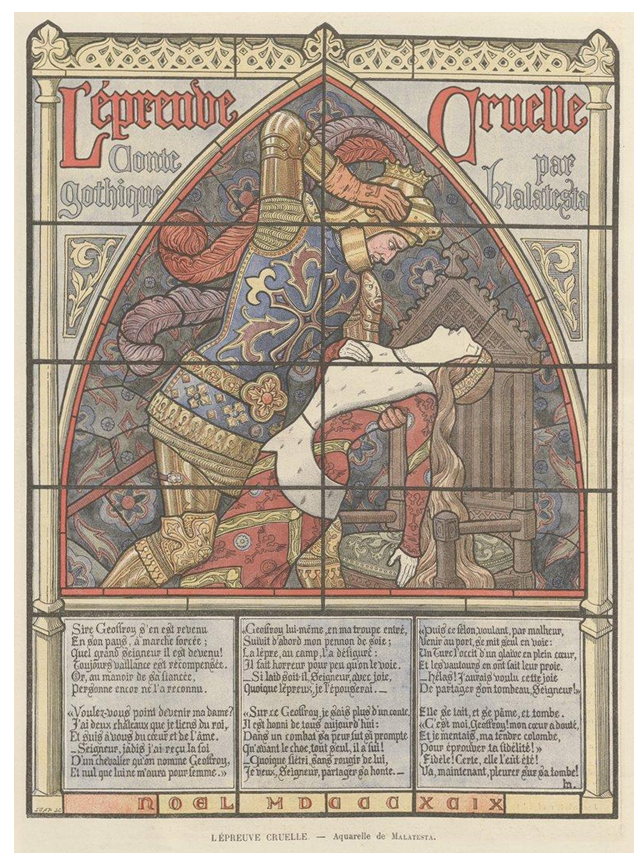
« L'épreuve cruelle, conte gothique », in: Le Monde illustré, 23 décembre 1899.

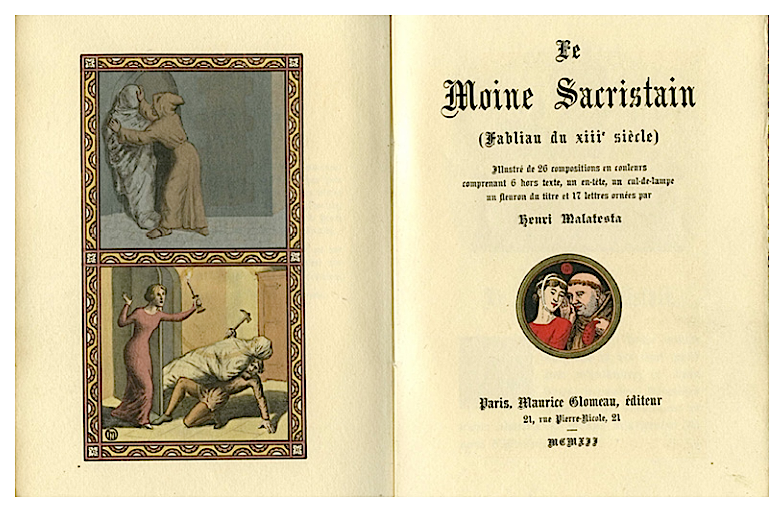
Le Moine sacritain, fabliau du XIIIe siècle, frontispice et page de titre (1912).

Henri Théodore Malteste est né à Paris le 20 décembre 1870. Il est le frère cadet de Louis Malteste. Tous les deux travaillent pour l'hebdomadaire L'Illustration (1893-1900). Dessinateur humoriste, il signe « Malatesta » pour ne pas être confondu avec son frère. Il fournit des planches illustrées à la maison Quantin, et collabore à La Caricature (1892), Le Chat noir (1893), Polichinelle (1896), le Journal pour tous, La Libre parole illustrée, Le Monde illustré, Mon Journal (1897), Le Charivari (1900), Les Annales, Le Soleil du dimanche... Il collabore également à La Mode illustrée (1910-1915). Pour la plupart de ces périodiques, il compose des histoires en image à l’imitation d’une imagerie médiévale, parfois les légendes sont versifiées et calligraphiées en caractères gothiques, et datés en caractères romains.
Il épouse la poétesse Marguerite Comert.
Il publie des poèmes à partir de 1903, avec  L'Encens perdu, recueil préfacé par Émile Faguet (éditions Alphonse Lemerre). 
Il illustre quelques ouvrages de bibliophilie publiés entre autres chez Maurice Glomeau.
Il meurt à Paris le 10 décembre 1920.

## Œuvre

### Recueil
- Souvenir des fêtes de Reims 496-1896. XIVe centenaire de la France, Paris, Bonne-Presse, 1896.
- L'Encens perdu, Paris, Lemerre, 1903.
- La Chanson de l'ondine !, poème mis en musique par Bertrand Marcel, L. Rouhier, 1905.
- À une âme qui se tait, poème mis en musique par Charles Morac, Paris, Rouart, Lerolle et Cie, [1909].
- Rondel des humbles destins, poème mis en musique par Georges Renard, Paris, Loret fils et H. Freytag, 1909.
- Sérénade, poème mis en musique par Charles Morac, Paris, Rouart, Lerolle et Cie, 1909.
- Les trois baisers, poème mis en musique par Charles Morac, Paris, Rouart, Lerolle et Cie, 1909.
- Tendre Amitié, mélodie, poème mis en musique par D. de Torrès, Paris, L. Fromont, [1909].
- Ave Maria d'un poilu à sa baïonnette, Édition Patriotique, 1915.
- Notre Joffre, Édition Patriotique, 1915.

### Ouvrage illustré
- Gustave Flaubert, La Légende de saint Julien l’Hospitalier, Paris, La société normande du livre illustré, 1906.
- Anatole France, Le Jongleur de Notre-Dame, Paris, Ferroud, 1906.
- Leconte de Lisle, Contes en prose : impressions de jeunesse, avec Félix Pol Jobbé-Duval, Paris, Aux dépens de la Société normande du livre illustré, 1910.
- Le Moine sacristain : fabliau du XIIIe siècle, Paris, Glomeau, 1912.
- D'un trompette qui fust refusé de loger à son logis ordinaire par la maîtresse en l'absence de son mari, avec illustrations, Paris, Glomeau, 1913.
- De Sainct Pierre et du jongleur : fabliau du XIVe siècle, escript, enlumyné et ystorié par H. Malatesta, Paris, Glomeau, 1914.

## Annexe